# تیراندازی در المپیک تابستانی ۱۹۳۲
تیراندازی در بازی‌های المپیک تابستانی ۱۹۳۲ نام رویداد ورزش تیراندازی در بازی‌های المپیک تابستانی بود که در سال ۱۹۳۲ برگزار شد.
این مسابقات پس از یک دوره غیبت در بازی های قبلی، دوباره در بازی‌های المپیک تابستانی ۱۹۳۲ در لس‌آنجلس برگزار شد و شامل دو رویداد، یک مسابقه با تفنگ و یک مسابقه تپانچه بود. مسابقات در ۱۲ آگوست ۱۹۳۲ و ۱۳ آگوست ۱۹۳۲ برگزار شد.

## جدول مدال‌ها
| رتبه | کشور           | طلا | نقره | برنز | مجموع |
| ۱    | ایتالیا (ITA)  | ۱   | ۰    | ۱    | ۲     |
| ۲    | سوئد (SWE)     | ۱   | ۰    | ۰    | ۱     |
| ۳    | آلمان (GER)    | ۰   | ۱    | ۰    | ۱     |
| ۳    | مکزیک (MEX)    | ۰   | ۱    | ۰    | ۱     |
| ۵    | مجارستان (HUN) | ۰   | ۰    | ۱    | ۱     |

## کشورهای شرکت کننده
در این مسابقات ۴۱ ورزشکار از ۱۰ کشور به رقابت با یک دیگر پرداختند.
- آرژانتین (۲)
- برزیل (۶)
- آلمان (۱)
- مجارستان (۳)
- ایتالیا (۶)
- مکزیک (۵)
- پرتغال (۴)
- اسپانیا (۵)
- سوئد (۳)
- ایالات متحده آمریکا (۶)